# Jecheon
Jecheon (kor. 제천) ist eine Stadt in der südkoreanischen Provinz Chungcheongbuk-do mit 136.242 Einwohnern (Stand: 2019).
Jecheon liegt im Norden der Provinz Chungcheongbuk-do und grenzt an Mungyeong in der Provzin Gyeongsangbuk-do sowie Wonju und dem Landkreis Yeongwol-gun der Provinz Gangwon-do. Im Stadtgebiet liegt der Woraksan-Nationalpark. Neben den umliegenden Bergen ist die Stadt auch für seine Seen bekannt, wie den Cheongpunghoban mit seinem Kirschblütenfestival.
2012 hatte die Stadt 137.798 Einwohner und eine Fläche von 882,47 km². Bürgermeister ist Choi Myeong-hyeon (최명현).

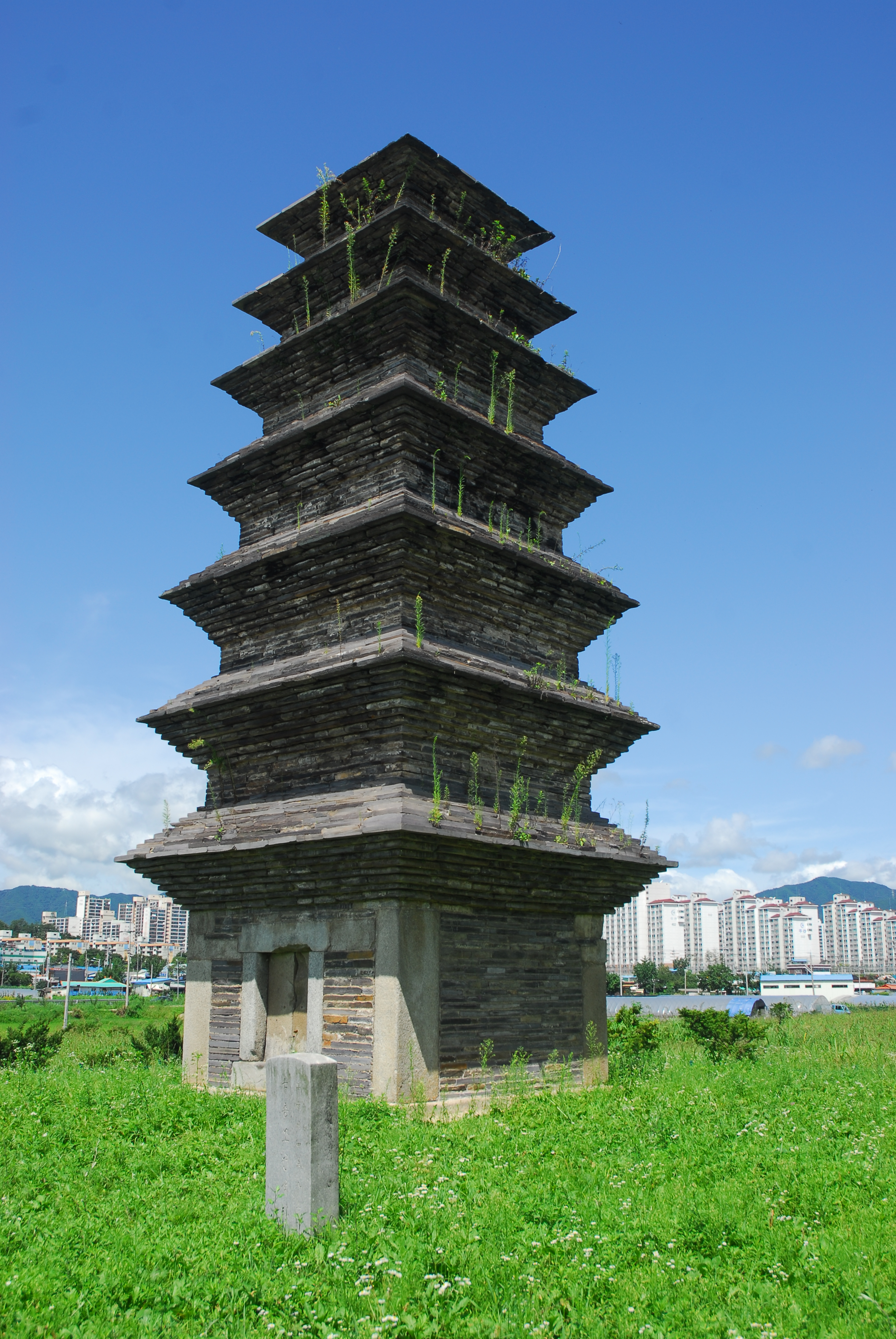
Siebengeschossige Pagode in Jecheon
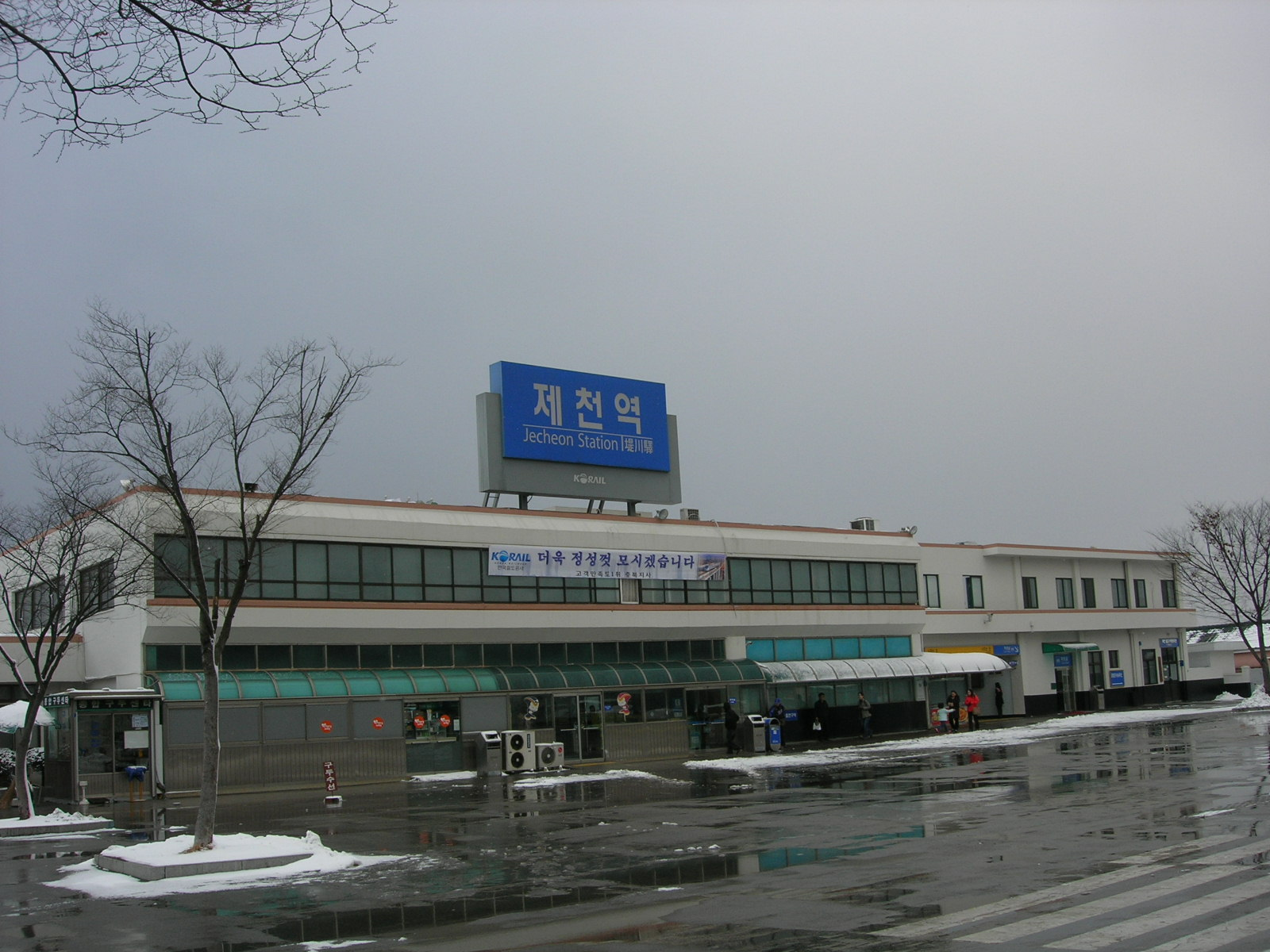
Jecheon-Bahnhof

## Städtepartnerschaften
- Spokane, USA (1999)
- Zhangshu, Volksrepublik China (2006)
- Pasay City, Philippinen (2008)
- Ninh Bình, Vietnam (2009)
- Hualien, Republik China (2011)[7]

## Söhne und Töchter der Stadt
- Lee Duck-hee (* 1998), Tennisspieler